# Evald Tang Kristensen
Evald Tang Kristensen est un des premiers folkloristes danois, sinon le premier. Né le 24 janvier 1843 à Nørre Bjert près de Kolding et décédé le 8 avril 1929 à Mølholm, actuel bydel de la commune de Vejle, ce fils de diacre maître d'école commence une carrière d'instituteur après avoir été nommé sur la côte ouest du Jutland. 
Il y entreprend à pied et pendant ses pauses et vacances, une collecte minutieuse d'expressions dialectales et de musique, de devinettes et de chants à côté des villages, où il enseigne. Reconnu chercheur scientifique en folklore, il recueille des moindres éléments des diverses cultures paysannes déclinantes et des savoirs populaires de son Jutland natal. Agréé par les autorités après ses premiers livres de collecte pionnière, bénéficiant de l'octroi d'une bourse de recherche, il devient un collecteur officiel de folklore régional et national, en multipliant les voyages et les rencontres, amassant un matériau inestimable pour l'historien.

## Biographie
Sa prime enfance est malheureuse. Le père, Anders Kristensen, est un maître d'école exerçant la fonction de diacre, mort très tôt, à l'âge de 34 ans. Sa mère, Ane Persine Sand se remarie avec Hans Peter Hansen Schuster, à qui elle confie l'éducation de son fils, tandis qu'elle est accaparée par les soins de ménage. À partir de 1852, la famille part vivre au voisinage des marais de Viborg, elle vit à Brandstrup dans le domaine du beau-père autoritaire. Son enfance et son adolescence n'ont pas été heureuses, Evald Tang Kristensen n'avait aucune attention de sa mère et sa vie privée, comme son éducation, était placée sous l'autorité stricte et vigilante du beau-père. Il doit garder deux vaches et veiller attentivement sur ses turbulents jeunes frères et sœurs.
Éveillé, pausé et brillant, il collecte déjà en guise de jeu des devinettes en dialecte. Il est remarqué par le pasteur local qui lui enseigne la langue danoise. Il émet le désir de suivre des études de médecine, mais se heurte à un refus catégorique de son beau-père plaidant une absence de moyens. Au lieu d'études universitaires, il est envoyé immédiatement après sa confirmation religieuse en 1858 au séminaire de Lyngby à Grenaa pour devenir instituteur. 
En 1861 il sort promu maître d'école du séminaire de Lyngby avec une mention "très honorable". Mais il est d'abord nommé assistant instituteur à Husby près du fjord de Nissum. Par la suite, il enseigne à partir de 1863 à Helstrup près de Randers. Evald Tang Kristensen contracte un premier mariage en 1864 avec sa cousine Frederikke Duedahl. Mais le mariage est éphémère car son épouse meurt en couches avec l'enfant qu'elle portait.
En 1864, pour définitivement s'installer dans une paroisse, il complète sa formation en musique et chant et passe un examen officiel pour être admis comme cantor ou chantre d'église. Ainsi, en 1866, il peut être engagé à titre de diacre et chantre à Gjellerup près d'Herning. C'est à ce moment que les premières collectes systématiques, d'abord à base de musique instrumentale, de chants, de courts poèmes et comptines, d'expressions (proverbes, locutions anciennes) typiques du folklore. Lors des fêtes de Noël 1867 passés auprès de sa mère à Brandstrup, ses proches parents observent avec étonnement Evald recopier les paroles d'une vieille chanson. Il s'aperçoit rapidement que le répertoire de chansons et de ballades, partagé sans le savoir et de façon éparse par les habitants des environs de Gjellerup recouvre de nombreuses époques et styles, certaines provenant du Moyen Âge. Il parvient à les enregistrer, et à les faire connaître. Il se déplace, souvent à pied, à travers le Jutland. Il commence parallèlement des collections d'imprimés, d'affichettes, de supports graphiques, de livrets musicaux, d'autographes, de livrets de musique... Il prend aussi des notes au cours de ses voyages. 
En 1872, le veuf contracte un second mariage, cette fois-ci avec une autre cousine Ane Margrethe Risum. En 1876 le couple part à Fårup, près de Viborg et Brandstrup et il y réside jusqu'en 1884, date où Evald est dorénavant employé par les écoles de Brandstrup. Le spécialiste en folklore reçoit des aides pour voyager à travers le pays, mais le contact avec les Danois orientaux des îles est nettement plus difficile, car il ne maîtrise pas les subtilités dialectales. 
Le couple a la joie d'avoir une première fille prénommée Sigyn Kathrine Bursig. En 1888, le chercheur féru de folklore reçoit enfin un soutien de l'état danois, pour sa vaste collecte de la côte orientale du Jutland, gratifié par l'état danois d'une pension annuelle de 1 800 couronnes danoises, il peut alors abandonner son emploi de maître d'école et s'investir dans la collecte urgente du folklore jutlandais, puis danois. Les travaux de collecte occupent pleinement cinquante années de son existence, il a eu recours à environ 6 500 informateurs issus principalement des classes les plus déshéritées, parfois de véritables initiateurs paysans, couvrant ainsi les domaines des légendes, des histoires d'autrefois, des contes merveilleux et facétieux (plus de 2 800 contes inédits), fourmillant de vieux mythes ou de legs d'époques passées, mais aussi d'histoires de vie transmises par la tradition orale ou de biographies singulières.
En 1888, Evald Tang achète une maison ancienne à Hadsten, au 19 Østergade. Celle-ci, démolie, n'existe plus depuis longtemps. Il y a écrit nombre de ses plus grandes œuvres, contes, poèmes, produits de collecte largement illustrés par le photographe Peder Olsen illustré plusieurs de ses poèmes et de collections[Quoi ?]. Une lettre du secrétaire du palais royal d'Amalienborg montrant l'intérêt du souverain danois pour les études de folklore parvient à Evald Tang Kristensen dans les jours qui suivent son déménagement vers la ville de Hadsten fin octobre 1898.
À partir de 1897, la famille réside le plus souvent dans la villa "Mindebo" construite par Evald Tang Kristensen avec ses rentes d'éditeur et ses droits d'auteur, à Mølholm près de Vejle. C'est dans cette maison , réalisée selon ses vœux (et qui existe toujours), qu'il a vécu le reste de sa vie après 1899. Veuf en 1900, il se marie une troisième fois en 1905 avec Kirsten Marie Jensen Huus, qui lui a survécu vingt_neuf ans. Au cours de ses deux derniers mariages, Evald Tang a eu huit enfants.  
Evald Tang Kristensen est mort le 8 avril 1929 ; il est enterré au vieux cimetière de Vejle.

## Collectes et études
Evald Tang considère la tradition populaire, ou du moins ce qu'il peut en observer au gré de ses rencontres, comme un « art en soi ». Il manifeste un grand respect pour ses informateurs, souvent très modestes, et parfois franchement misérables. Il fait également preuve de patience pour les amadouer et se faire apprécier. En ce sens, Kristensen diffère radicalement à la fois de Grundtvig qui s'empresse de débarrasser le matériau recueilli de leur gangue populaire ou terreau local, de Mathias Winter trop soucieux de bienséance bourgeoise et d'élitisme de pensée, ou d'écrivains danois, à l'instar de Hans Christian Andersen, qui en recherchent trop souvent uniquement une source d'inspiration triviale.
La collecte est totale, consignant un milieu vivant, paroles et silences, essentiel et superflu, art gestuel et tournures idiomatiques, élevant la source à une personnalité unique, irremplaçable, avec ses spécificités distinctes. D'où la difficulté de l'écriture, des consignes et du codage puisque le milieu dialectal est parfaitement conservé. La qualité des techniques de collectage est remarquable, photographies et enregistrements sonores venant compléter la panoplie lorsque le chercheur en possède les moyens. E. T. Kristensen est un grand précurseur des études d'ethnographie modernes, à l'instar des folkloristes finlandais Kaarle Krohn et Antti Aarne. 
L'auteur Evald Tang Kristensen a dès les années 1870 édité et publié de nombreux livres, qu'il a en partie financés d'abord par ses maigres économies, et surtout publié en petites séries à un moment où l'intérêt du public était présent mais limité et où la suspicion des nationalistes danois frappait toutes initiatives singulières. Plus tard, ses ouvrages sont mieux acceptés avant d'être à la mode et de s'affirmer comme une puissante source de connaissances sur la vie des couches populaires au XIXe siècle.

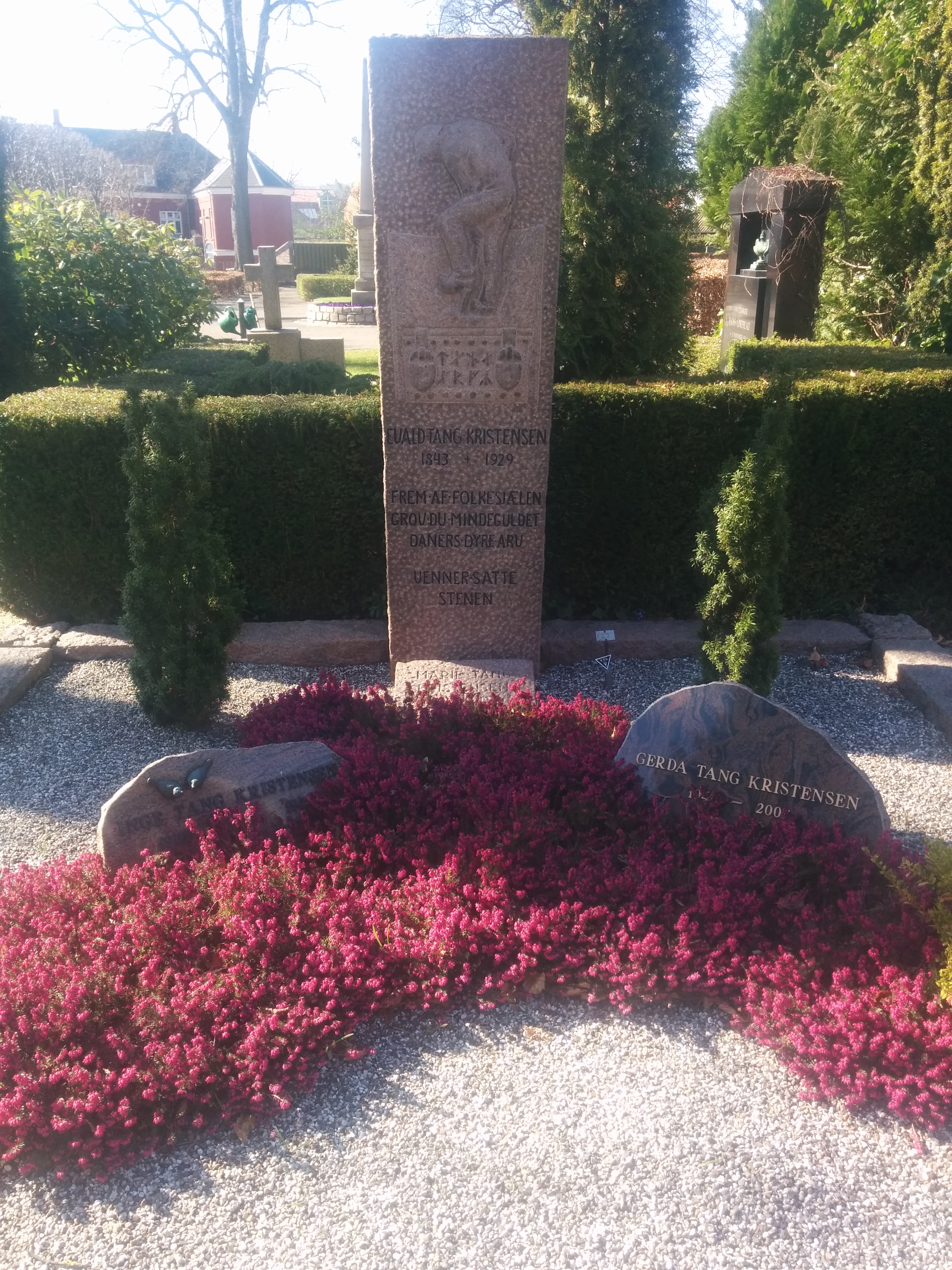
Tombe d'Evald Tang Kristensen dans le vieux cimetière de l'église de Vejle.

Grâce à l'aide financière et surtout à l'appui de l'ethnographe et historien de la littérature danoise Svend Grundtvig, un de ses premiers compagnons de collecte, auprès du milieu de l'édition, il parvient à éditer Jyske Folkeminder I-II (1871–76). Il ordonne et rassemble contes et légendes dans Jyske Folkeminder III-IV (1876–80), laissant les contes de fées à Jyske Folkeminder V (1881). Les autres ouvrages témoignent de la variété de ses collectes et enregistrements dans un esprit de rigueur scientifique.
Après la disparition de Svend Grundtvig, Evald Tang Kristensen fonde en 1883 la Société danoise de Folklore (en danois : Folkemindesamfundet) et jusqu'à 1889, édite le journal Skattegraveren (excavateur ou découvreur de trésor). La société savante est le véritable lieu de rassemblement des folkloristes danois et la revue un support d'échanges.
En 1904, Axel Olrik, Henning Frederik Feilberg, Tang Kristensen fondent les archives danoises de folklore.
En 1924, il donne à cette institution toutes ses œuvres, carnets et notes de voyages (24 000 pages de manuscrits), sans oublier ses vastes collections d'imprimés, de tracts et de prospectus, de feuillets et manuscrits, de livrets musicaux, de cartes postales... tandis qu'il cède les objets et matériaux liés à ses études folklorique aux musées de Herning et de Vejle. Ce collectionneur a été le plus grand folkloriste danois, en recueillant la matière de plus de 30 000 textes (contes et récits, avec 25 000 légendes), plus de 3 000 chansons populaires incluant 1 000 airs de musique, sans compter les recueils de comptines et de devinettes, de poésies et chants, plus de 2 500 plaisanteries et farces.
Le compositeur Percy Grainger s'est inspiré du travail de collecte musicale réalisé dans le Jutland. 
L'éditeur José Corti a publié en 1999 un recueil de ses contes, traduits en français et présentés par le professeur Jean Renaud (voir Bibliographie). Cet ouvrage comporte un dossier sur les conteurs et conteuses rencontrés par Kristensen (29 articles, dont 14 agrémentés d'une photo + 1 portrait peint). Jean Renaud mentionne dans sa postface que Grundtvig avait proposé à Kristensen de lui acheter les contes qu'il avait collectés, pour en disposer, mais que ce dernier avait refusé. Il signale aussi que Kristensen était très sensible à l'art du conteur, même s'il appartenait à une génération qui n'utilisait pas encore les enregistrements sonores ou la machine à écrire (il regrettait aussi de ne pas maîtriser la sténographie). Axel Olrik l'a poussé à écrire sur les conteurs, leurs conditions de vie et ses rapports avec eux. Toutefois, le souci de fidélité de Kristensen à ses sources (emploi d'expressions et tournures dialectales notamment) s'est avéré un handicap pour la postérité de son œuvre et l'ont fait peu à peu oublier du public danois, au profit notamment de H. C. Andersen dont le projet était tout autre. Kristensen a publié lui-même 377 contes, alors qu'il en avait collecté 2827 ; toutefois ses manuscrits sont conservés aux Archives des traditions populaires danoises à Copenhague.

## Œuvres choisies
- Sagn fra Jylland. Jyske Folkeminder, 1880 ("Contes et légendes" du Jutland)
- Æventyr fra Jylland. Jyske Folkeminder, 1881 ("Contes de fées" ou "contes merveilleux" du Jutland)
- Sagn og Overtro fra Jylland. Jyske Folkeminder, 1883  ("Légendes et superstitions du Jutland").
- Gamle viser i Folkemunde, 1891 (Vieilles ballades en langue vernaculaire)
- Gamle folks fortællinger om det jyske almueliv, som det er blevet ført i mands minde, samt enkelte oplysende sidestykker fra øerne, 1891-94 ("Les vieux contes de vie paysanne du Jutland", conservés par la tradition, par la transmission via la mémoire humaine..., )
- Mosekonen brygger. Æventyr og Legender, ("Brouillard bas née des êtres des tourbières, Contes merveilleux et légendes"), 1891.
- Danske sagn, som de har lydt i folkemunde, udelukkende efter utrykte kilder samlede og tildels optegnede af Evald Tang Kristensen, 1892-1901 ("Légendes danoises, rapportées en langue vernaculaire, sources rassemblées et annotées par Evald Tang Kristensen").

1. Bjærgfolk, 1892, ("Peuple opérateur du recyclage naturel")
2. Ellefolk, nisser ovs. religiøse sagn ; Lys og varsler, 1893. ("Peuple des Elfes, Gobelins et légendes religieuses ; Lumière et êtres de bonté et de renouveau", 1893
3. Kjæmper ; Kirker ; Andre stedlige sagn ; Skatte, 1895. ("Géants ; églises et assemblées primitives, autres légendes locales, Trésors",
4. Personsagn ("Récits personnels"), 1896.
5. Spøgelser og gjenfærd, ("Les fantômes et les spectres"), 1897.
6. Bind 6. Første Halvdel: Djævelskunster, kloge mænd og koner, 1900 (Volume 6. Premier semestre: "Arts du diable, Sagesse des hommes et des femmes", 1900
7. Bind 6. Anden Halvdel: Hekseri og sygdomme, 1901 (Volume 6. second Semestre: Sorcellerie et maladies, 1901)

- Æventyr fra Jylland ("Contes merveilleux du Jutland"), 1895
- Danske Dyrefabler og Kjæderemser ("Fables animalières danoises et devinettes par palier de témoignages"), 1896
- Danske Børnerim, Remser og Lege ("Comptines danoises, devinettes et jeux") 1896
- Gamle folks fortællinger om det jyske almueliv, Tillægsbind, 1900-02 ("Vieux contes populaires du Jutland", toujours transmis par la tradition orale).
- Gamle Kildevæld, 1927 ("Vieilles sources, fontaines et rivières de richesse")
- Minder og Oplevelser, 4 bind, 1923-27 ("Des pensées souvenirs et des expériences", 4 volumes).

1. Minder og Oplevelser, volume 1
2. Minder og Oplevelser, vol. 2
3. Minder og Oplevelser, vol. 3
4. Minder og Oplevelser, vol. 4